# Gustav von Stiehle

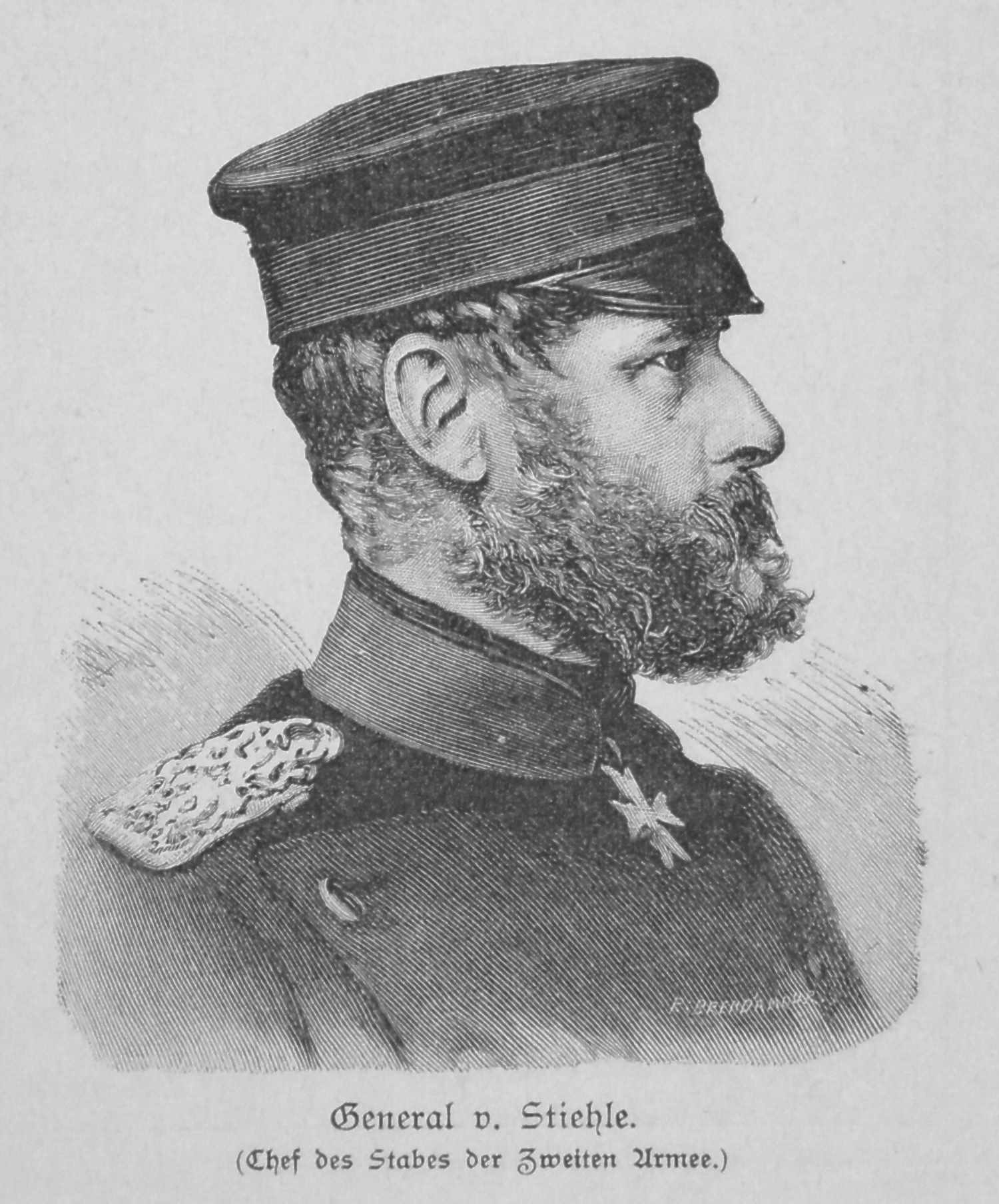
Tướng Gustav von Stiehle

Friedrich Wilhelm Gustav Stiehle, sau năm 1863 là von Stiehle (14 tháng 8 năm 1823 tại Erfurt – 15 tháng 11 năm 1899 tại Berlin) là một sĩ quan quân đội Phổ trong giai đoạn cuối thế kỷ 19 và trước Chiến tranh thế giới thứ nhất, đã được thăng đến cấp Thượng tướng bộ binh. Được xem là một sĩ quan tài năng, với khả năng tổ chức chỉ sau Roon, ông từng tham chiến trong ba cuộc chiến tranh thống nhất nước Đức.

## Tiểu sử
Stiehle sinh ngày 14 tháng 8 năm 1823. Ông đã học trường Pädagogium ở Halle và Trung học tại Erfurt. Sau đó, ông đã gia nhập Trung đoàn Bộ binh số 21 với vai trò là một lính phảo thủ vào ngày 11 tháng 2 năm 1840, và tại đây Stiehle được phong quân hàm thiếu úy vào ngày 25 tháng 2 năm 1841. Từ năm 1844 cho đến năm 1847, ông tham dự Trường Quân sự Tổng hợp (Allgemeine Kriegsschule) ở kinh đô Berlin và vào năm 1848 ông tham gia đánh dẹp bạo động ở tỉnh Posen. Từ năm 1852 cho đến năm 1855, ông được bổ nhiệm vào Cục Lượng giác trong Bộ Tổng tham mưu, và vào năm 1859, ông được thăng quân hàm Thiếu tá. Tiếp theo đó, ông được ủy nhiệm vào một chức đại đội trưởng (Kompaniechef) trong Trung đoàn Bộ binh số 7 Phổ cổ vào năm 1858. Sau đó, trên cương vị là Giám đốc, Stiehle đã thiết lập các trường quân sự mới ở Potsdam và Neisse, rồi vào năm 1860 ông được giao quyền chỉ đạo Cục Lịch sử Quân sự của Bộ Tổng tham mưu.
Vào năm 1864, ông đã tham gia trong bộ tham mưu của Thống chế von Wrangel, Tổng chỉ huy của liên quân Áo - Phổ, trong cuộc Chiến tranh Đức-Đan Mạch. Trong diễn tiến của cuộc chiến, ông được thăng cấp Thượng tá và trở thành sĩ quan hầu cận của Quốc vương. Ông còn là chuyên gia quan sát quân sự trong Hội nghị Luân Đôn và Hòa ước Viên.
Vào năm 1866, người sĩ quan mới được phong quý tộc Stiehle, với quân hàm Đại tá, tham chiến trong cuộc Chiến tranh Áo-Phổ. Ông chiến đấu trong các trận đánh tại Hühnerwasser, Münchengrätz cùng với trận Königgrätz. Ông đã tham gia các cuộc đàm phán ký kết Hòa ước sơ bộ Nikolsburg (Mikulov) và Hòa ước Praha chấm dứt cuộc chiến tranh.
Trong cuộc tổng động viên quân đội Phổ – Đức khi Chiến tranh Pháp-Đức (1870 – 1871) bùng nổ, Stiehle được ủy nhiệm làm Tham mưu trưởng của Binh đoàn thứ hai và không lâu sau đó ông được lên quân hàm Thiếu tướng vào ngày 26 tháng 7 năm 1870. Trong chiến dịch tại Pháp, ông đã tham gia các trận chiến quan trọng tại Gravelotte, Beaune-la-Rolande, Orléans và Le Mans, cùng với cuộc vây hãm Metz. Vào ngày 27 tháng 10 năm 1870, ông và tướng Jarras của Pháp đã ký kết văn kiện đầu hàng của pháo đài Metz, trong đó điều khoản đầu tiên cho biết đội quân Pháp của Thống chế François Achille Bazaine, gồm 3 thống chế Pháp, 66 tướng, 6.000 sĩ quan và 173.000 binh lính trở thành tù binh của Đức. Ông đã thể hiện tài năng của mình trong một số trận đánh, và được phong tặng nhiều huân chương, trong đó có Thập tự Sắt hạng I vào ngày 6 tháng 10 năm 1870 và Bó sồi đính kèm Huân chương Quân công vào ngày 18 tháng 1 năm 1871.
Sau khi cuộc chiến tranh chấm dứt, Stiehle giữ chức Thanh tra bộ binh nhẹ (Jäger) và lính trơn (Schützen) từ năm 1873 cho đến năm 1875. Vào ngày 28 tháng 10 năm 1875, vị tướng được lãnh chức Tư lệnh của Sư đoàn số 7 và không lâu sau ông được thăng quân hàm Trung tướng vào ngày 4 tháng 11 năm 1875. Với quân hàm này, ông được bổ nhiệm làm Tướng phụ tá của Đức hoàng Wilhelm I vào ngày 22 tháng 3 năm 1877, trong khi vẫn giữ chức Tư lệnh của mình. Vào ngày 17 tháng 8 năm 1881, ông rời chức chỉ huy của mình và được phong chức Tướng tư lệnh của Quân đoàn V, đóng quân tại Posen. Trên cương vị này, ông được thăng cấp Thượng tướng bộ binh vào ngày 9 tháng 6 năm 1884. Ông thống lĩnh Quân đoàn V cho đến năm 1886 thì được bổ nhiệm làm Chỉ huy trưởng Quân đoàn Kỹ sư và Công binh, và là Tướng thanh tra các pháo đài (Generalinspekteur der Festungen). Vào ngày 4 tháng 9 năm 1888, Stiehle xuất ngũ nhưng vẫn giữ vai trò Tướng phụ tá, đồng thời được phong danh hiệu à la suite của Quân đoàn Kỹ thuật và Công binh. Ông từ trần vào ngày 15 tháng 11 năm 1899 tại Berlin.

## Tặng thưởng
Do những cống hiến của mình, Stiehle được liệt vào hàng khanh tướng vào ngày 6 tháng 8 năm 1863. Ngoài ra, nhân dịp ông nghỉ hưu, Đức hoàng Wilhelm II quyết định đặt tên ông cho một pháo đài ở Pillau. Ông cũng được trao tặng nhiều huân chương và phần thưởng. Bên cạnh Huân chương Quân công, huân chương quân sự cao quý nhất của Phổ, ông còn được nhận các huân chương khác như:
- Huân chương Thánh Georghy hạng IV của Nga ngày 8 tháng 1 năm 1870
- Đại Thập tự của Huân chương Philipps des Großmütigen kèm theo Thanh gươm vào ngày 26 tháng 12 năm 1870
- Đại Thập tự của Huân chương Albrecht vào ngày 6 tháng 1 năm 1872
- Đại Thập tự của Huân chương Thanh kiếm (Großkreuz des Schwertordens) ngày 5 tháng 12 năm 1872
- Huân chương Thập tự Sắt hạng I vào ngày 5 tháng 12 năm 1872
- Thập tự Đại Chỉ huy của Huân chương Hoàng gia Hohenzollern vào ngày 13 tháng 9 năm 1882
- Đại Thập tự của Huân chương Đại bàng Đỏ kèm theo Bó sồi và Thanh gương trên Chiếc nhẫn vào ngày 23 tháng 1 năm 1887